# Teorie wielkiej unifikacji
Teorie wielkiej unifikacji (GUT z ang. Grand Unification Theory) – teorie łączące chromodynamikę kwantową i teorię oddziaływań elektrosłabych. Przedstawiają one oddziaływanie silne, słabe i elektromagnetyczne jako przejaw jednego, zunifikowanego oddziaływania. Żadna z dotychczasowych teorii wielkiej unifikacji nie została potwierdzona doświadczalnie.
Teorie wielkiej unifikacji wskazują nowe symetrie między cząstkami elementarnymi, co pozwala je traktować jako różne przejawy jednej cząstki. Większość teorii postuluje istnienie nowych cząstek (dotychczas nieodkrytych), takich jak bozony X i Y, i nowych procesów zachodzących z ich udziałem.
Wspólną cechą teorii wielkiej unifikacji jest przewidywanie rozpadu protonu. Nie zaobserwowano dotychczas tego procesu. Wynika stąd, iż czas życia protonu powinien być co najmniej rzędu 1032 lat.
Motywacją teorii wielkiej unifikacji jest potrzeba uproszczenia grupy symetrii Modelu Standardowego: SU(3)xSU(2)xU(1). Jest ona iloczynem tensorowym grup symetrii chromodynamiki SU(3) i teorii oddziaływań elektrosłabych (Teorii Małej Unifikacji) SU(2)xU(1). Posiada ona trzy parametry, których zależności nie mają żadnego wyjaśnienia teoretycznego. Teorie wielkiej unifikacji zakładają, że symetria ta jest odbiciem większej symetrii, która została złamana we wczesnych etapach istnienia Wszechświata. Grupa tej symetrii tłumaczy związki pomiędzy parametrami Modelu Standardowego.
Najprostsza teoria wielkiej unifikacji uogólnia grupę SU(3)xSU(2)xU(1) do grupy SU(5). Inne teorie opisują grupy: SU(4)xSU(4), SO(10).
Teoretycy poszukują wciąż teorii, która unifikowałaby elektromagnetyzm, oddziaływania słabe, silne oraz grawitację. Unifikacja grawitacji z innymi oddziaływaniami wymaga stworzenia nowego aparatu matematycznego. Algebry takich teorii nie są grupami lecz superalgebrami i opisują symetrię zwaną supersymetrią.